# Sphaerodoropsis sibuetae
Sphaerodoropsis sibuetae är en ringmaskart som beskrevs av Desbruyères 1980. Sphaerodoropsis sibuetae ingår i släktet Sphaerodoropsis och familjen Sphaerodoridae. Arten har ej påträffats i Sverige. Inga underarter finns listade i Catalogue of Life.